# Поттс-Джонсон, Ебинабо
Ебинабо Поттс-Джонсон — (англ. Ebinabo Potts-Johnson; род. 1988), Мисс Нигерия 2007, участница Мисс Вселенная 2007 в Мехико, Мексика.
Родилась и выросла в Порт-Харкорт.
Училась на факультете нефтяной и химической промышленности университета науки и технологии в том же городе.
В настоящее время работает моделью.